# 2018年平昌オリンピックのベルギー選手団
2018年平昌オリンピックのベルギー選手団（2018ねんピョンチャンオリンピックのベルギーせんしゅだん）は、2018年2月9日から23日まで大韓民国江原道平昌で開催された2018年平昌オリンピックのベルギー選手団、およびその競技結果。

## メダル
| メダル | 選手名               | 競技             | 種目             |
| ------ | -------------------- | ---------------- | ---------------- |
| 銀     | バート・スウィングス | スピードスケート | 男子マススタート |

## スケート

### フィギュアスケート
- 女子シングル - 1名